# Rifugio Boè

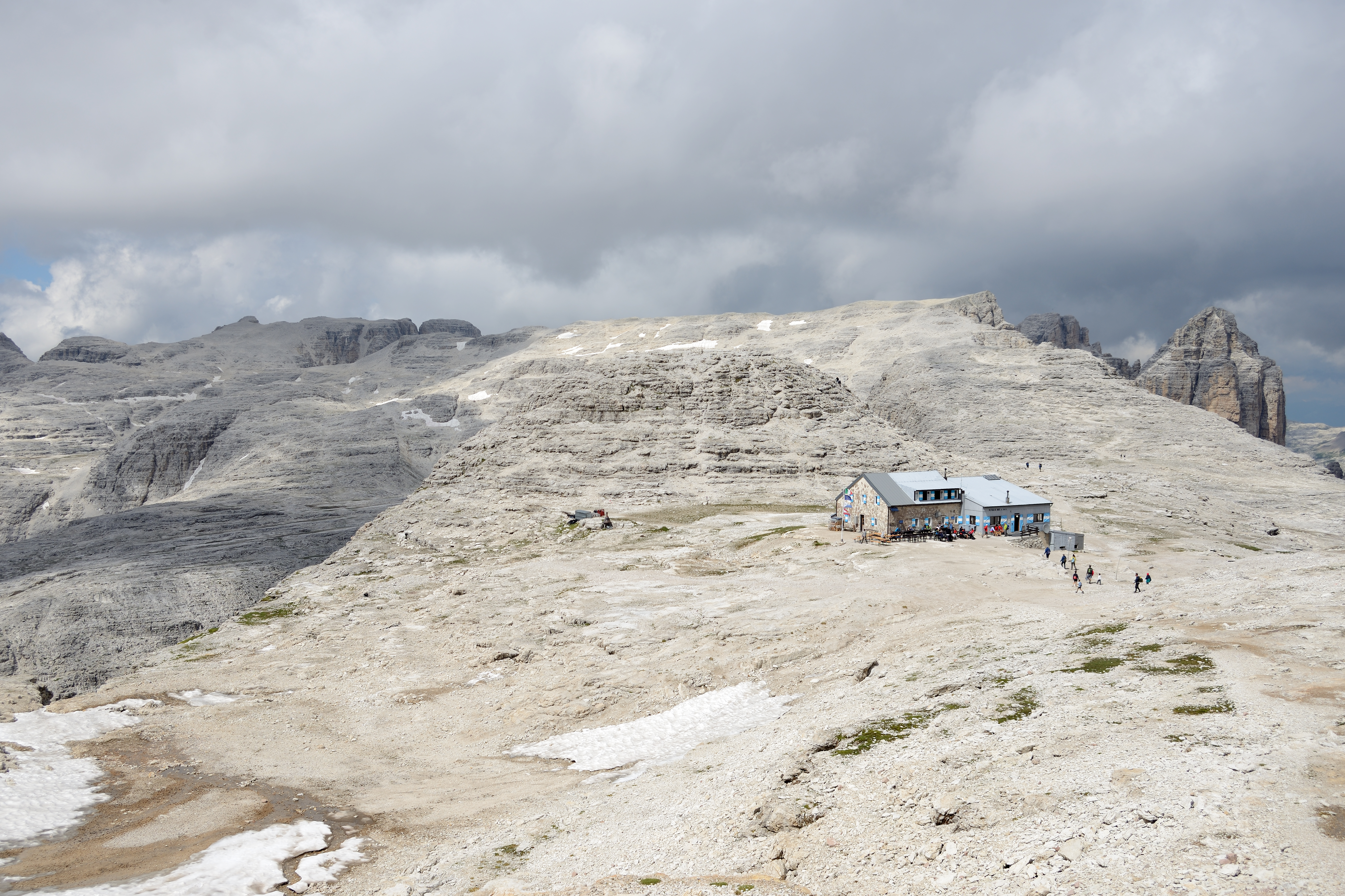
Rifugio Boè

Il rifugio Boè è un rifugio delle Dolomiti situato nel comune di Canazei (TN), costruito alla fine dell'Ottocento e ora di proprietà della Società Alpinisti Tridentini, sezione del Club Alpino Italiano.
È posto al centro orografico del Gruppo del Sella, di faccia alla parete nord-ovest del Piz Boè e sullo spartiacque tra la val Mezdì (nel comune di Badia in Val Badia - Alto Adige) e la Val Lasties (nel comune di Canazei in val di Fassa - Trentino). Il paesaggio sull'altopiano è quasi lunare.

## Storia
Il rifugio Boè, come tutti i primi rifugi dolomitici, venne eretto dal D.Ö.A.V., precisamente dalla sezione di Bamberga. Per questo motivo inizialmente il rifugio prese il nome di "capanna di Bamberga al Boè". Uscì devastato dall prima guerra mondiale e nel 1921 passò dalla società alpinistica boema alla Società degli alpinisti tridentini (SAT) assieme ad altri 13 rifugi. Venne ristrutturato da quest'ultima, tornò in funzione nel 1924 e prese l'attuale nome di "rifugio Boè". Successivamente il rifugio venne ampliato in diverse occasioni. Dal 1992 il rifugio è stato dotato di un impianto per il trattamento e la depurazione biologica delle acque reflue in via sperimentale a cura del Servizio Opere igienico sanitarie della Provincia autonoma di Trento.
Nell'estate 2021, il rifugio riapre dopo tre anni di lavori di ristrutturazione e ampliamento seguendo i criteri di sostenibilità. 
Il progetto ha avuto il fine di valorizzare la parte storica del rifugio, affiancandolo ad un volume tecnologicamente più evoluto. 

## Alta Via n° 2
L'alta via n. 2 (in tedesco Höhenweg Nr. 2), detta "via delle leggende", è un'alta via situata sulle Dolomiti che parte da Bressanone e arriva a Feltre. L'intero tragitto è strutturato su 15 giorni di percorrenza, per un totale di circa 185 km e un dislivello totale di circa 11.000 metri.
L'Alta via n. 2 passa per il rifugio Boè. Per chi parte da Bressanone questo rifugio è la quarta tappa dopo un tragitto di circa 20 ore ed essendo passati per il rifugio Genova, il rifugio Puez ed il rifugio Cavazza al Pisciadù. Per chi invece percorre l'alta via nel verso opposto questo rifugio è la tredicesima tappa dopo un percorso di circa 54 ore ed essendo passati per 10 rifugi.

## Accessi
Il rifugio Boè è situato sull'alta via nº2 e di questa è un punto di pernottamento.
Il rifugio, essendo situato sul Col Turound (vasto pianoro nel cuore del Gruppo di Sella, ai piedi del Piz Boè) è raggiungibile da moltissimi sentieri e molte vallate. I più comuni sono:
- dalla stazione a monte della funivia del Sasso Pordoi - ore 1[6];
- dal Pian de Schiavanèis 1.850 m per la val Lastìes - ore 2,30[6];
- Corvara o Colfosco per la val Mezdì - ore 4[7];
- dalla stazione a monte della funivia di Corvara (funivia Boè), passando per il rifugio Vallòn, la cresta Strènta e la vetta del Boè - ore 3,30;
- dal passo di Campolongo 1.875 m, per il Vallòn e la vetta del Boè - ore 4;
- dal passo Sella per la via ferrata delle Mésules - ore 5[8].

## Ascensioni
Dal rifugio Boè si hanno diverse salite facili, non molto lunghe e di grande interesse panoramico:
- la salita al Piz Boè (3.151 m) per il versante ovest è la salita maggiormente vicina a questo rifugio e offre un mix quota e panorama con un breve tempo e impegno alpinistico - ore 1;
- la salita al Sass Mezdì (2.980 m) per l'Antersass è un'ascensione poco frequentata in sé. Vengono spesso saliti durante l'attraversata al rifugio Cavazza al Pisciadù - ore 1;
- la salita al Sass dei Ciamorces (2999, anche cima Mesules) per la Sella del Pisciadù. Itinerario di media difficoltà - ore 2,30;
- la salita al Piz Selva (2914 m) lungo un facile sentiero in quota che passa a pochi metri dalle raggiungibili cime - ore 2:
  - l'Antersass (2980 m);
  - Piz Rotic (2973 m);
  - Piz Beguz (2974 m);
  - Piz Miara (2964 m);
  - Piz Saliera (2859 m);
  - Piz Gralba (2972 m);
  - Piz Revis (2940 m).[9]
- salita al sasso Pordoi (2950 m) - meno di un'ora.